# Mashonaland Tây
Mashonaland Tây là một tỉnh của Zimbabwe, có diện tích 57.441 km² và dân số khoảng 1,9 triệu người (2022). Thủ phủ là Chihoyi.

## Nhân khẩu học
| Điều tra dân số | Dân số    |
| --------------- | --------- |
| 2002            | 1.224.670 |
| 2012            | 1.501.656 |
| 2022            | 1.893.584 |

## Địa lý

### Huyện
Tỉnh được chia thành 7 huyện:
- Chegutu
- Hurungwe
- Kariba
- Makonde
- Mhondoro-Ngezi
- Sanyati
- Zvimba